# Pentobesa empirica
Pentobesa empirica är en fjärilsart som beskrevs av Paul Dognin 1905. Pentobesa empirica ingår i släktet Pentobesa och familjen tandspinnare. Inga underarter finns listade i Catalogue of Life.